# San Miguel Tulija, Salto de Agua
San Miguel Tulija är en ort i Mexiko.   Den ligger i kommunen Salto de Agua och delstaten Chiapas, i den sydöstra delen av landet, 800 km öster om huvudstaden Mexico City. San Miguel Tulija ligger 75 meter över havet och antalet invånare är 185.
Terrängen runt San Miguel Tulija är varierad. Runt San Miguel Tulija är det ganska glesbefolkat, med 42 invånare per kvadratkilometer. Närmaste större samhälle är Tioquipa el Bascán, 4,8 km öster om San Miguel Tulija. Trakten runt San Miguel Tulija består till största delen av jordbruksmark.